# Khu dân cư

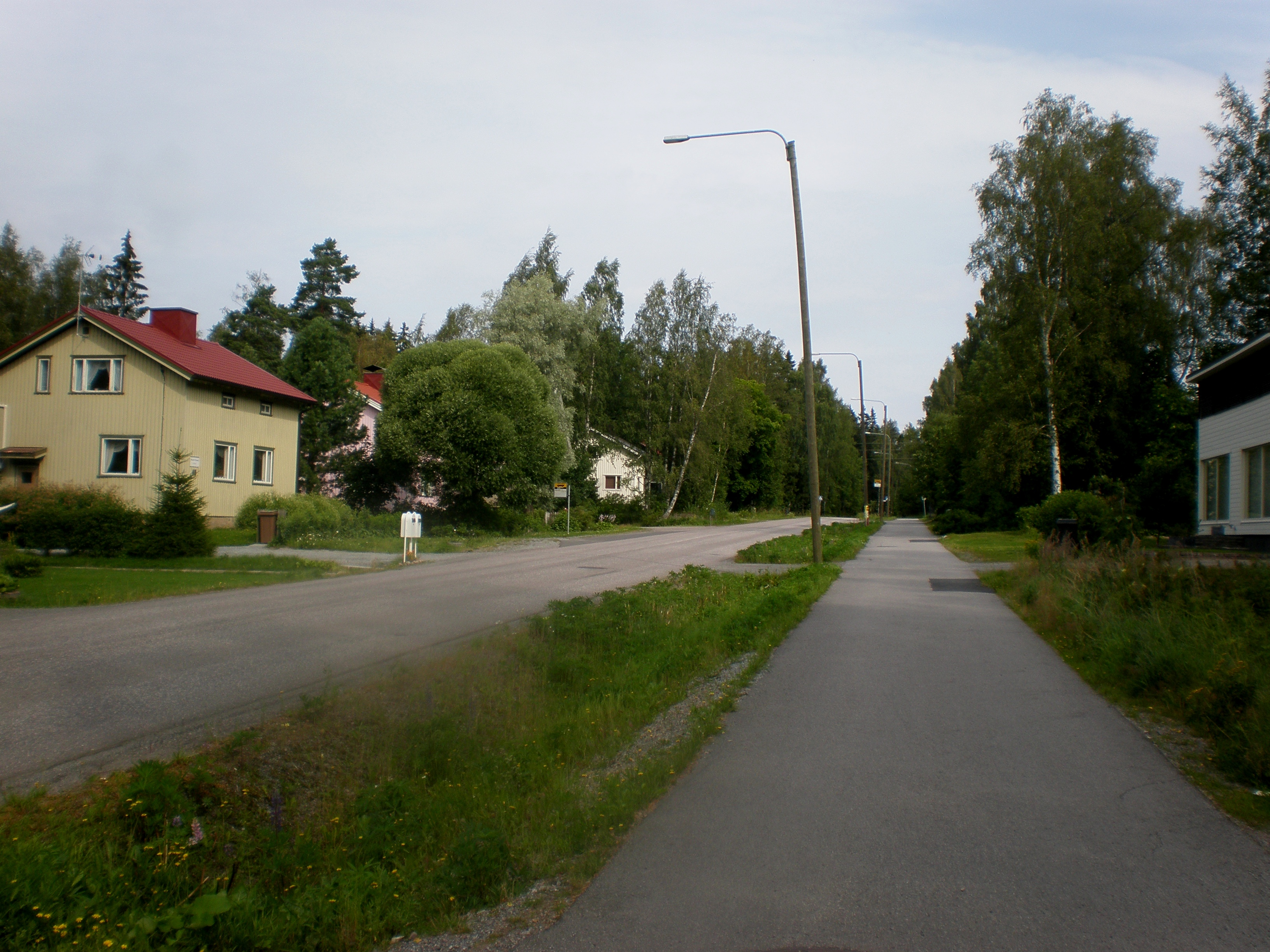
Một khu dân cư ở quận Ikuri, thành phố Tampere, Phần Lan

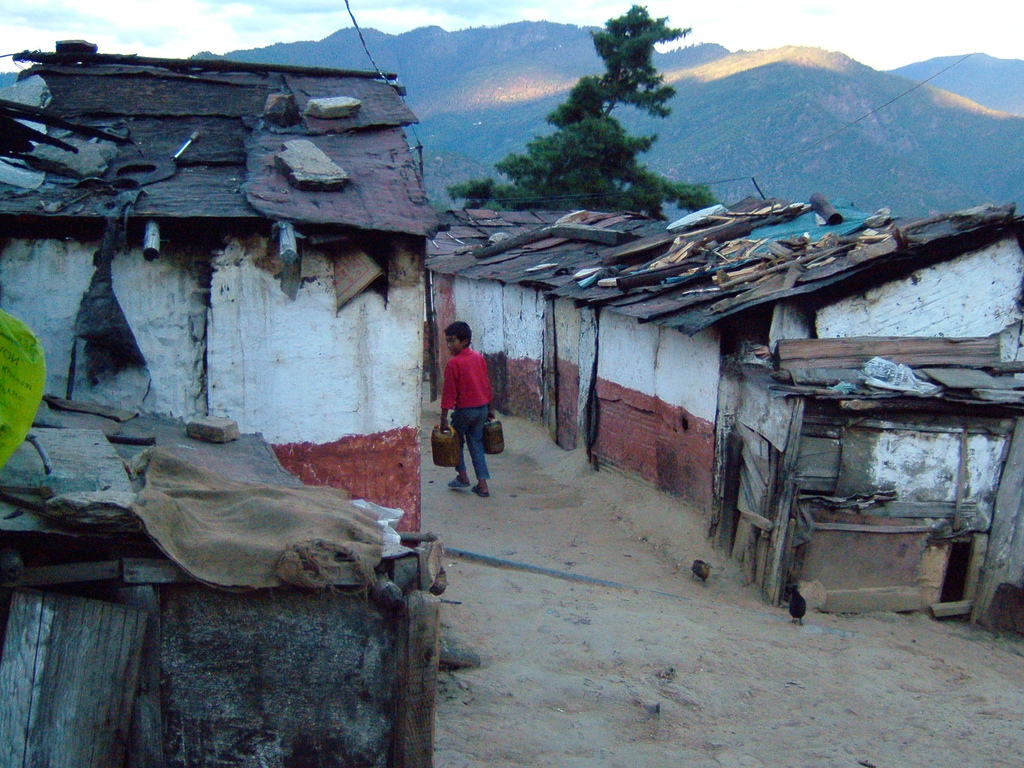
Khu nhà ổ chuột vùng ngoại ô ở Bhutan

Khu dân cư, hay ở quy mô nhỏ hơn là cụm dân cư, là khu đất mà nhà ở của cư dân chiếm ưu thế, trái ngược với cụm công nghiệp/khu công nghiệp và khu thương mại.
Nhà ở có thể đa dạng đáng kể giữa các khu dân cư với nhau cũng như ngay bên trong một khu dân cư. Chúng bao gồm nhà ở của một hộ gia đình, khu tập trung nhiều hộ gia đình hoặc nhà di động. Việc quy hoạch cho mục đích cư trú có thể cho phép một số dịch vụ hoặc cơ hội việc làm hoặc cũng có thể loại trừ tổng thể việc kinh doanh và ngành công nghiệp. Nó có thể cho phép tập trung dân cư cao độ hoặc chỉ cho phép mật độ thưa dân. Quy hoạch dân cư thường bao gồm một hệ số sử dụng đất nhỏ hơn so với quy hoạch doanh nghiệp, thương mại hoặc công nghiệp/sản xuất chế tạo. Khu vực này có thể lớn hoặc nhỏ.